# Copyrightteken
Het copyrightteken © (van het Engelse copyright notice) of auteursrechtteken is een symbool waarmee wordt aangegeven dat een werk auteursrechtelijk is beschermd. Dit teken was verplicht in de Verenigde Staten totdat het land de Berner Conventie ondertekende op 1 maart 1989.
Ook al is het copyrightteken niet vereist kan het zinnig zijn de auteur/uitgever en datum van uitgifte van een werk te vermelden en ook kan het geen kwaad om het auteursrecht te vermelden, inclusief eventueel zelfs het copyrightteken. Op zijn minst geeft dit aan dat de auteur duidelijk niet de intentie had om afstand van auteursrechten te doen. Het voeren van het teken is echter juridisch niet verplicht.

## Verenigde staten
Het copyrightteken moet in de Verenigde Staten verplicht op drukwerk worden aangebracht dat voor 1 maart 1989 tot stand gekomen is om auteursrechtelijke bescherming voor dat werk te verkrijgen. Er is/was een strikt voorschrift over de volgorde van dit teken, het jaartal en de auteurs- of uitgeversnaam. Werd hieraan niet voldaan, dan was het werk niet auteursrechtelijk beschermd. Door publicatie zonder aan deze eis te voldoen, viel het gepubliceerde werk automatisch in het publiek domein.
Het aanbrengen, en registreren van je auteursrecht brengt in de VS  bepaalde extra rechten met zich mee.

## Berner Conventie
De meeste landen in de wereld hebben de Berner Conventie ondertekend. Deze conventie harmoniseert bepaalde aspecten van het auteursrecht. Zo is volgens de Berner Conventie  een werk automatisch beschermd door het auteursrecht, ook als er geen expliciete claim of zelfs maar een vermelding van de naam van de auteur op aanwezig is. Sterker nog, de Berner Conventie verbiedt auteurswetten om enige formaliteit te eisen alvorens auteursrechtelijke bescherming verleend wordt. Het copyright teken is hierdoor dan ook geen voorwaarde om auteursrecht te krijgen.

## Geluidsopnamen
Naast het eigenlijke copyrightteken is er het copyrightteken ℗ (van het Engelse phonogram) voor geluidsopnamen, zoals vastgelegd op grammofoonplaten, cassettebandjes, cd's en dergelijke. Het gebruik van dit symbool is vastgelegd in de Amerikaanse auteurswet en in de Geneefse Conventie van 1971 inzake de bescherming van producenten van fonogrammen. Het ℗-symbool maakt het mogelijk een onderscheid te maken tussen het auteursrecht op de geluidsopname (℗) enerzijds en het auteursrecht op de muzikale compositie, de hoestekst, het hoesontwerp en dergelijke (©) anderzijds. Het teken wordt gevolgd door het jaar van eerste openbaarmaking en de naam van de auteursrechthebbende. Bijvoorbeeld voor een opname van John Doe uit 2020 wordt dit dus: ℗ 2020 John Doe.

## Weergave en tekstverwerking
Het copyrightteken © is een hoofdletter C in een cirkel, zoals ook hoofdletters worden gebruikt voor het Amerikaanse symbool voor een geregistreerd handelsmerk (®) en het trademarksymbool (™). Het symbool kan eventueel worden vervangen door de tekencombinatie (C) of ook wel (c). Het symbool ℗ is een hoofdletter P in een cirkel.
In een tekstverwerkingsprogramma, bijvoorbeeld Word, kan het copyrightteken © soms worden opgeroepen met (C) of (c) (indien de autocorrectie-functie is ingeschakeld) of met Ctrl+Alt+C dan wel Alt Gr+C. In Windows-programma's die deze functie niet hebben, is het meestal mogelijk door middel van de ASCII-code Alt+0169. Op een Mac wordt het teken opgeroepen met Option+G. Onder Mac OS X Mavericks wordt © opgeroepen met Alt+G.
Het ℗-teken kan in Word worden opgeroepen met 2117 gevolgd door Alt+X.